# Petrona Eyle
Petrona Eyle (Baradero, província de Buenos Aires, 18 de gener de 1866-Buenos Aires, 12 d'abril de 1945) fou una metgessa i feminista argentina. Destacà per la defensa i el dret de les dones llatinoamericanes.

## Biografia
Era filla dels primers colons suïssos que s'establiren a la zona central de la província de Buenos Aires, entre 1856 i 1860. Beneficiats pel repartiment de terres donades als immigrants, la família Eyle arrela a la zona de Baradero, al nord-est, on naix Petrona.
El 1882 entra al Col·legi Nacional de Concepció de l'Uruguai: hi rep, el 1886, el títol de mestra. Hui un sector de la prestigiosa Biblioteca fundada per Justo José de Urquiza duu el seu nom.
L'any 1887 és enviada a Suïssa per fer estudis de medicina; els acaba al 1891, amb 25 anys; presenta una tesi sobre “Anomalies de les orelles dels delinqüents” escrita en alemany i anglés.
El 1893, torna a l'Argentina i comença a treballar en hospitals públics; s'inicia com a militant feminista i oradora, a favor de la millora de la situació social de les dones, en un món summament dominat per homes i una societat argentina sumida en aquesta dominació, per això la seua tasca no era ben vista per la majoria de les dones.
Petrona no deixà de lluitar mai pel seu ideal.
L'any 1901 organitza el Consell Argentí de Dones i el 1910, amb Cecilia Grierson, funda l'Associació d'Universitàries argentines a Buenos Aires. Aprofitant els festeigs dels cent anys de la Revolució de Maig, organitza el Primer Congrés Feminista Internacional amb un rotund èxit.
L'Associació d'Universitàries argentines presentà moltes iniciatives al Congrés Nacional, com la Protecció a la Maternitat (1903), Sanitat i Assistència Social (1906), Jubilació del Magisteri (1907), Igualtat de Drets Civils per a les Dones (1919), entre d'altres.
El 1924 funda la Lliga contra el tràfic de blanques, ja que Argentina tenia un gran mercat de dones segons la crònica del Comité Internacional contra el Tràfic de blanques, que depenia de la Societat de Nacions.
Petrona Eyle, com a presidenta d'aquesta Lliga, lluità pel dret dels nens, que sofrien, segons el seu informe escrit de pròpia mà i enviat al president Marcelo T. d'Alvear: marginalitat, explotació, embarassos primerencs producte de violacions, abús sexual o prostitució de menors des dels deu anys.
Als 65 anys edita la revista Nuestra causa. Des d'aquest mitjà periodístic del moviment feminista defensà tenaçment el dret de la dona al vot, a la intervenció activa en els moviments polítics i a la viabilitat d'ocupar càrrecs públics.
El seu gran activisme tingué efecte dos anys després de la seua defunció, ja que el 1947, les dones argentines obtingueren dret al vot. Un carrer de Buenos Aires, al barri de Puerto Madero, duu el seu nom, en homenatge a la seua incansable lluita pel dret de les dones.